# Neuer Wasserturm Dessau

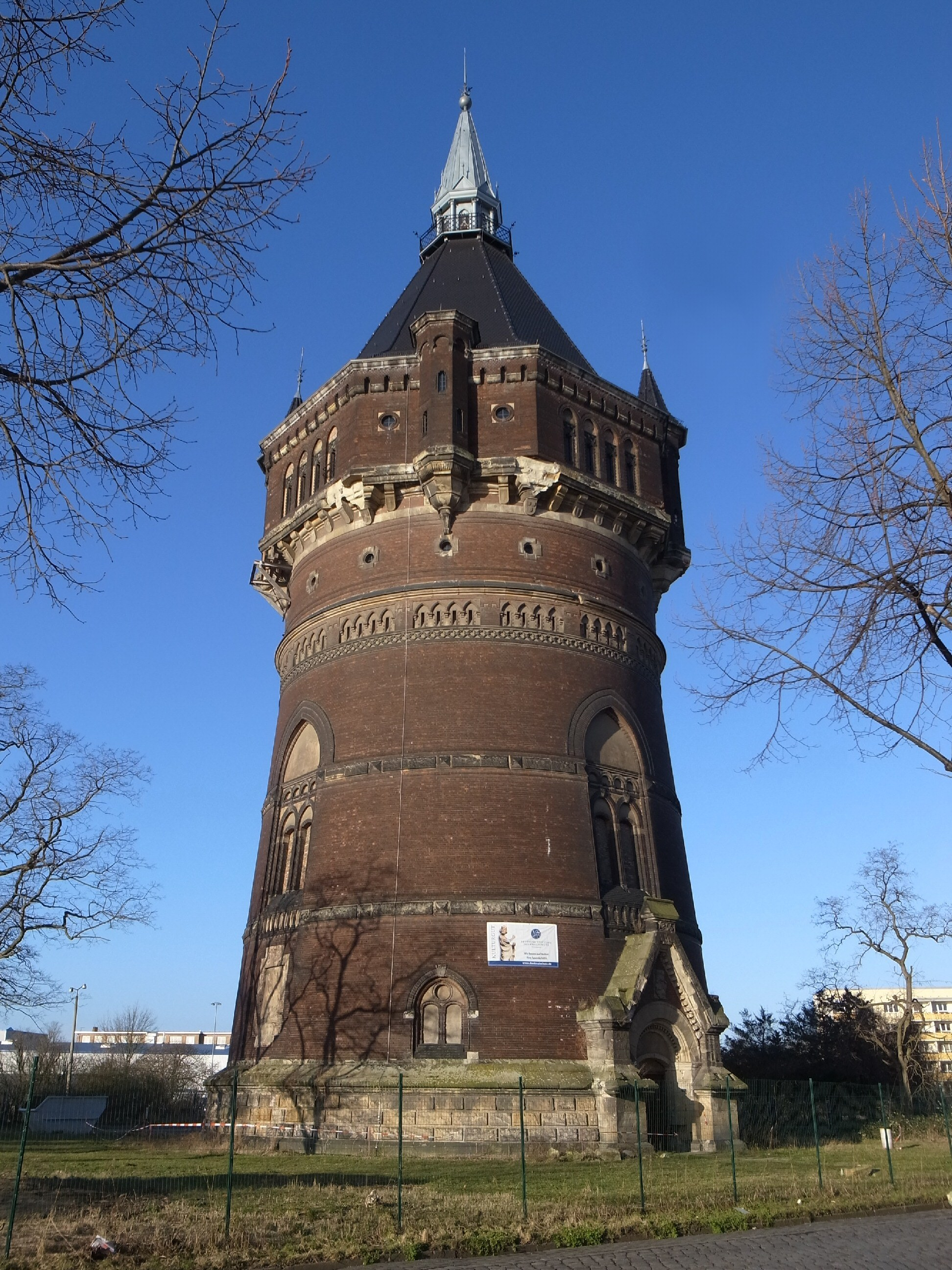
Neuer Wasserturm

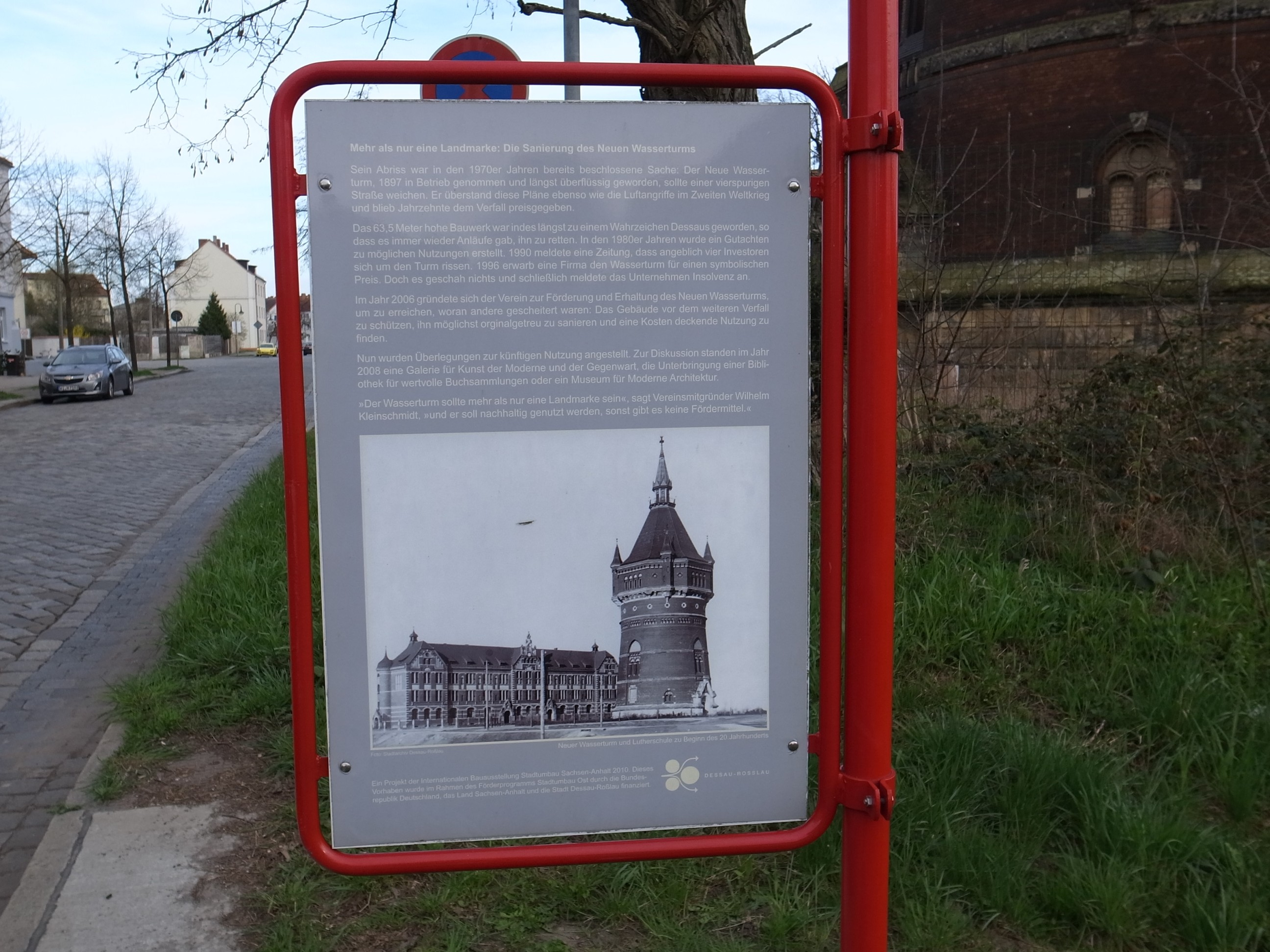
Informationstafel

Der Neue Wasserturm ist ein Wahrzeichen von Dessau. Der Neue Wasserturm wird seit den 1930er Jahren nicht mehr für die Wasserversorgung genutzt und wird vor allem für Veranstaltungen genutzt.

## Vorgeschichte
Schon 1615 gab es für die Stadt Dessau streckenweise eine Wasserversorgung über bleierne und auch hölzerne Rohre, aber die meisten Dessauer mussten die öffentlichen Brunnen auf Straßen und Plätzen nutzen oder sie hatten einen eigenen Brunnen. Erst nach 1870 wurde die Stadt durch ein umfassendes Wasserleitungsnetz versorgt. 1875 wurde in der Heidestraße (Ecke Bauhofstraße) der Grundstein für den ersten Dessauer Wasserturm (Fassungsvermögen 600 m³) gelegt, dessen Wasser aber stark eisenhaltig war. Heute befindet sich im Alten Wasserturm das Landeshauptarchiv Sachsen-Anhalt, Abteilung Dessau.

## Geschichte
Nach neuen Bohrungen, die besseres Wasser liefern sollten, wurde 1896 durch den Dessauer Stadtbaumeister und Architekten Paul Engel mit der Errichtung eines zweiten Wasserturmes begonnen, dem Neuen Wasserturm am Lutherplatz, der 1897 fertiggestellt wurde. Der im Stil des Eklektizismus erbaute Wasserturm ist noch heute ein weithin sichtbares Wahrzeichen der Stadt und befindet sich in der südwestlichen Stadterweiterung. Im Jahr 1919 übersah ein Pilot die Wetterfahne, geriet mit seinem Doppeldecker an diese und stürzte in die Friesenstraße ab.
Nach dem Umbau der städtischen Wasserwerke im Jahr 1930 wurden die beiden Wassertürme in Dessau nicht mehr gebraucht. Im Gegensatz zu der in unmittelbarer Nachbarschaft gelegenen Volksschule III, wegen ihrer Lage am Lutherplatz von den Dessauern auch „Lutherschule“ genannt, blieb der Wasserturm von den alliierten Luftangriffen auf Dessau vom 7. März 1945 weitestgehend verschont.
Zu DDR-Zeiten bereits dem Verfall ausgesetzt und in den 1970er Jahren vom Abriss – für eine vierspurige Straße – bedroht, hat der Neue Wasserturm dank fehlender finanzieller Mittel überlebt. Es gab aber auch – in den 1980er Jahren – Projekte für den Um- und Ausbau des Turmes, die ebenso am nicht vorhandenen Geld scheiterten. So sollte der Turm Zwischenetagen erhalten, damit die so entstehenden Stockwerke jeweils andere Nutzungen beherbergen könnten.
Im Februar 1995 wurde der Neue Wasserturm als Einzeldenkmal in das Denkmalverzeichnis der Stadt Dessau aufgenommen. 1996 wurde der Wasserturm an einen privaten Investor verkauft. Dieser plante die Sanierung des Turmes und den Einbau von gastronomischen Einrichtungen und Büros, um den Wasserturm als neuen Firmenhauptsitz zu nutzen. Nach dem Ausbau des Wasserbehälters endeten jedoch die baulichen Maßnahmen und der Turm verfiel immer mehr. Insbesondere im Dach fanden sich große Löcher. So stürzte am 16. Dezember 2005 die Blitzkugel in das Dach. Um den Wasserturm vor weiterem Verfall zu schützen, äußerlich möglichst originalgetreu zu restaurieren und perspektivisch durch eine kostendeckende Nutzung dauerhaft zu erhalten gründete sich am 26. Oktober 2006 der „Verein zur Förderung und Erhaltung des Neuen Wasserturmes e. V.“, der den Wasserturm am 5. Juli 2007 übernahm.
Da der Verein auf Spenden und Fördermittel – etwa von der Deutschen Stiftung Denkmalschutz oder vom Programm „Stadtumbau Ost“ – angewiesen ist, kann die Sanierung nur in kleinen Schritten erfolgen und wird durch Spendenaktionen unterstützt. Im März 2009 konnte mit der Sanierung des Turmdaches begonnen werden. Rechtzeitig vor dem Winter wurden die notwendigsten Arbeiten abgeschlossen und der Turm so nachhaltig vor weiterem Verfall geschützt. Im Jahr 2010 begann man mit der Sanierung der Erkertürme, musste aber nach dem Absturz von Teilen des Konsolengesims diese einstellen. In den Jahren 2012 und 2013 konnten dann mit Spenden und Fördermitteln die Laterne und 2 der 4 Erkertürme saniert werden.
Im Mai 2014 kam es zu einem erneuten Absturz von Fassadenteilen, so dass zunächst eine Sicherung geschaffen werden musste, bevor die Arbeiten 2015 weitergehen konnten. Währenddessen kam es erneut zu Sturmschäden am Dach. Nach weiteren Sicherungsmaßnahmen wurde – anlässlich des 120. Jubiläums des Wasserturms – eine Kunstausstellung im Wasserturm eröffnet. Weitere Veranstaltungen und Ausstellungen im Wasserturm folgten.
Seit dem Jahr 2017 wurde die Begehbarkeit der Stahltreppe wiederhergestellt, indem man für die Stufen Patenschaften einrichtete. Zudem wurden die beiden verbliebenen Erkertürme 2016 und 2017 saniert und weitere Fenster ausgetauscht und freigelegt. Im Jahr 2019 wurde die Eingangstür ausgetauscht. Die Treppe, die zuvor im Nichts endete, erhielt im Jahr 2020 eine Abschlussebene mit Umgang in 20 Metern Höhe und diese im Jahr 2021 zusätzliche Absicherungen.

## Baubeschreibung
Der Wasserturm ist 63,50 m hoch. Der Hochbehälter des Neuen Wasserturms hatte ein Fassungsvermögen von 1100 m³. Der Basisdurchmesser beträgt innen 17,00 m und außen 22,00 m. Die Fenster sind meist neugotisch gestaltet, Gesimse und Friese sorgen für eine horizontale Gliederung. Der Wasserbehälter wurde im 20. Jahrhundert ausgebaut. Während die unteren Geschosse rund sind, ist der obere Bereich achteckig gestaltet worden. Das Hauptportal ist rundbogig und am ehesten der Neuromanik zuzuordnen. Es wird von mehreren Friesen sowie einem Wappenstein verziert und trägt die Jahreszahl 1896. Der Wasserturm am Lutherplatz ist als Baudenkmal im Denkmalverzeichnis mit der Nummer 094 40114 erfasst.

## Bilder

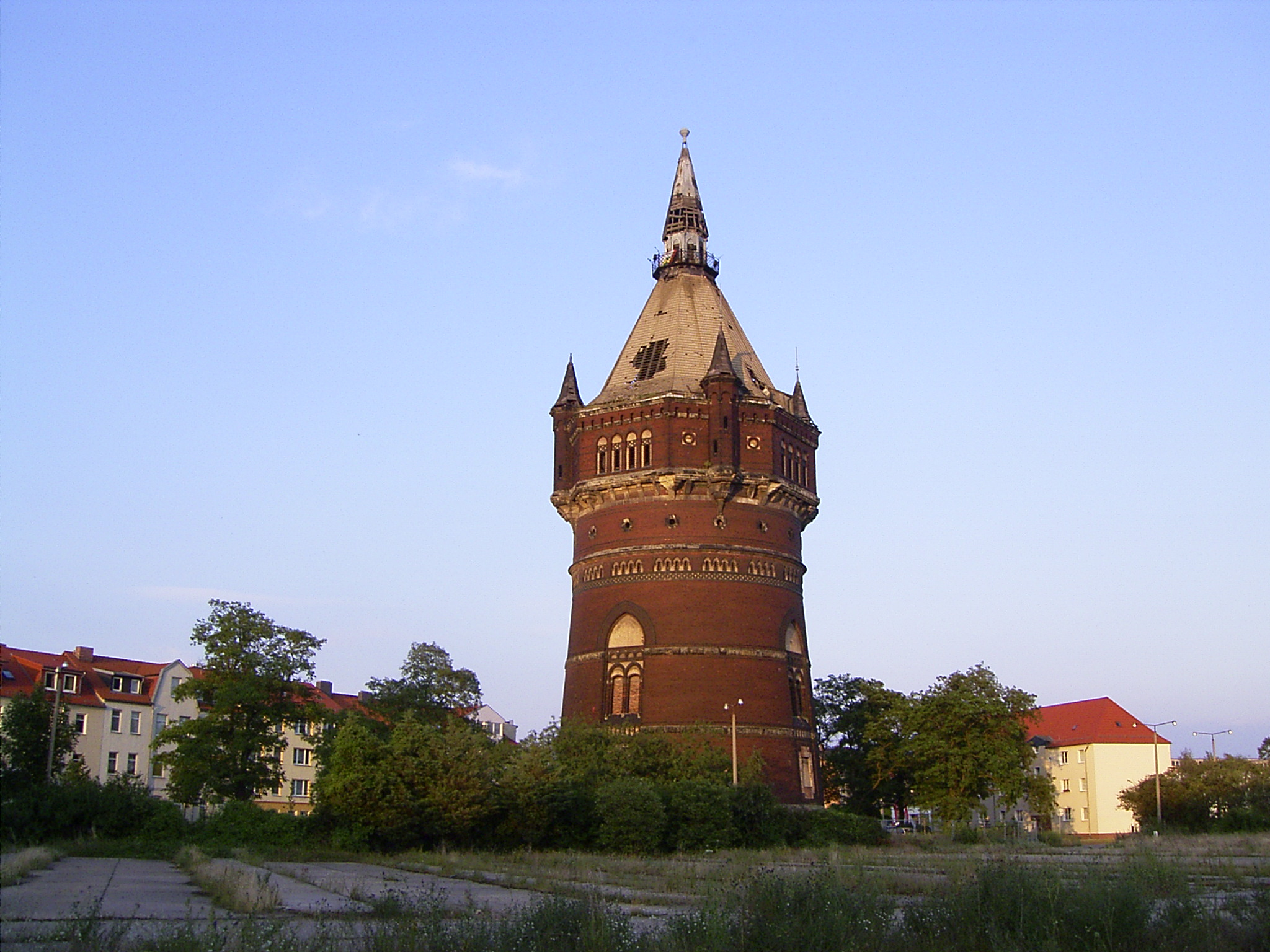
2004, noch mit Turmspitze
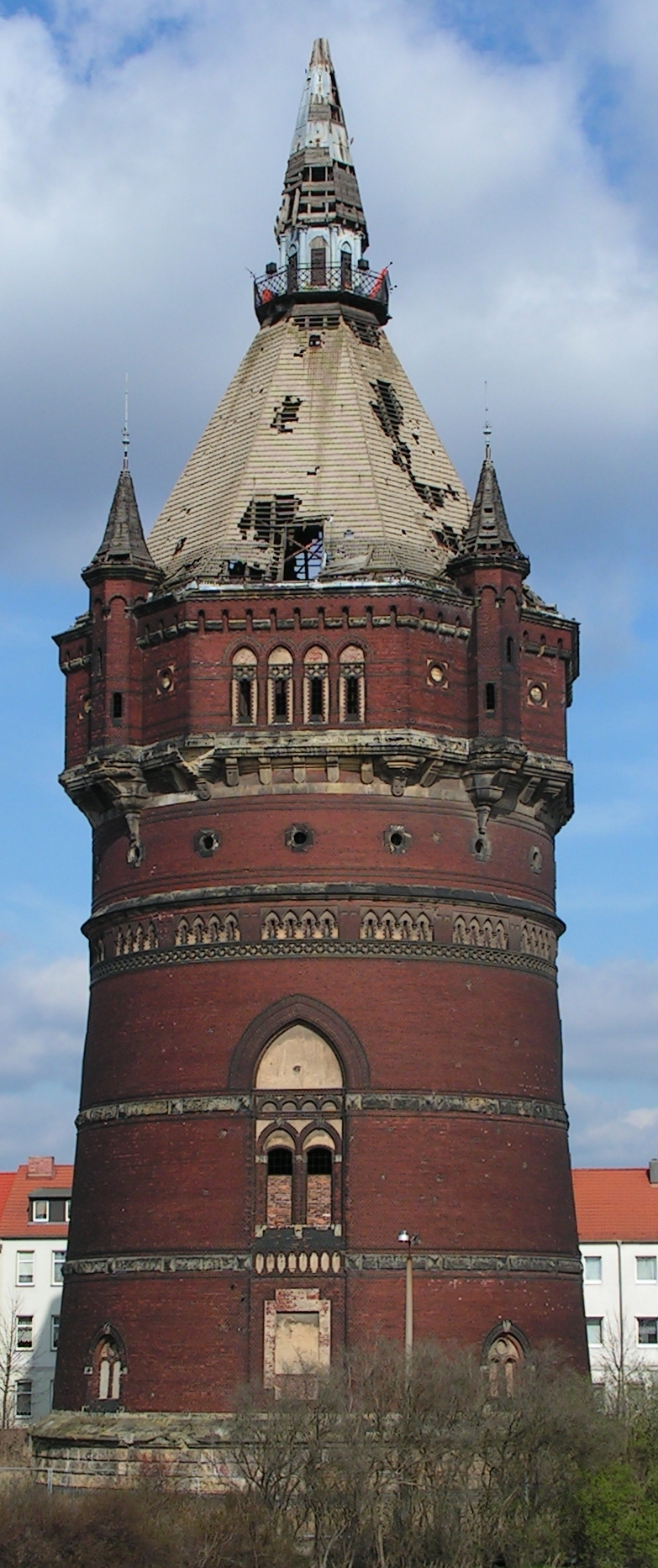
2007
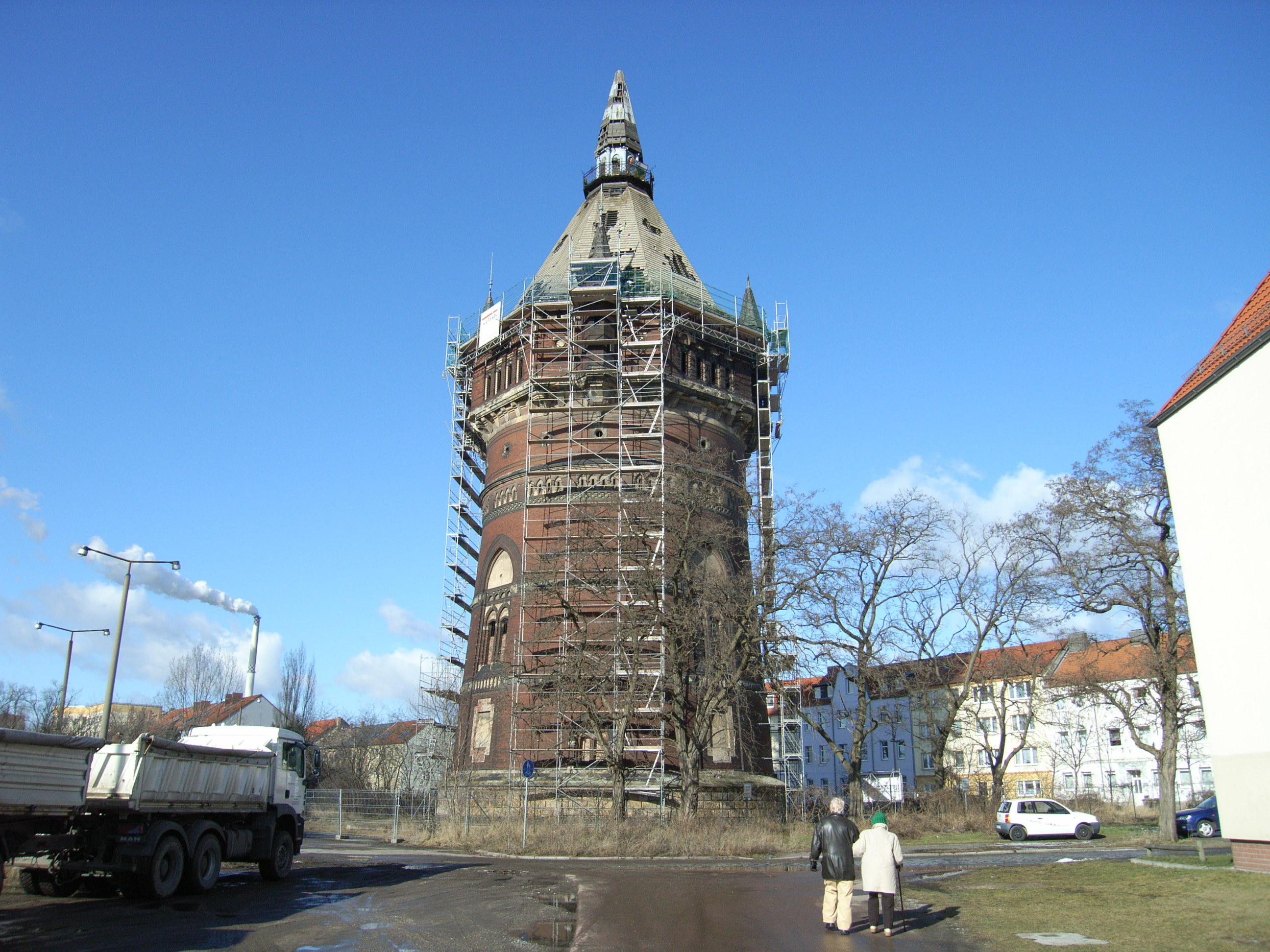
2009, Beginn der Sanierung
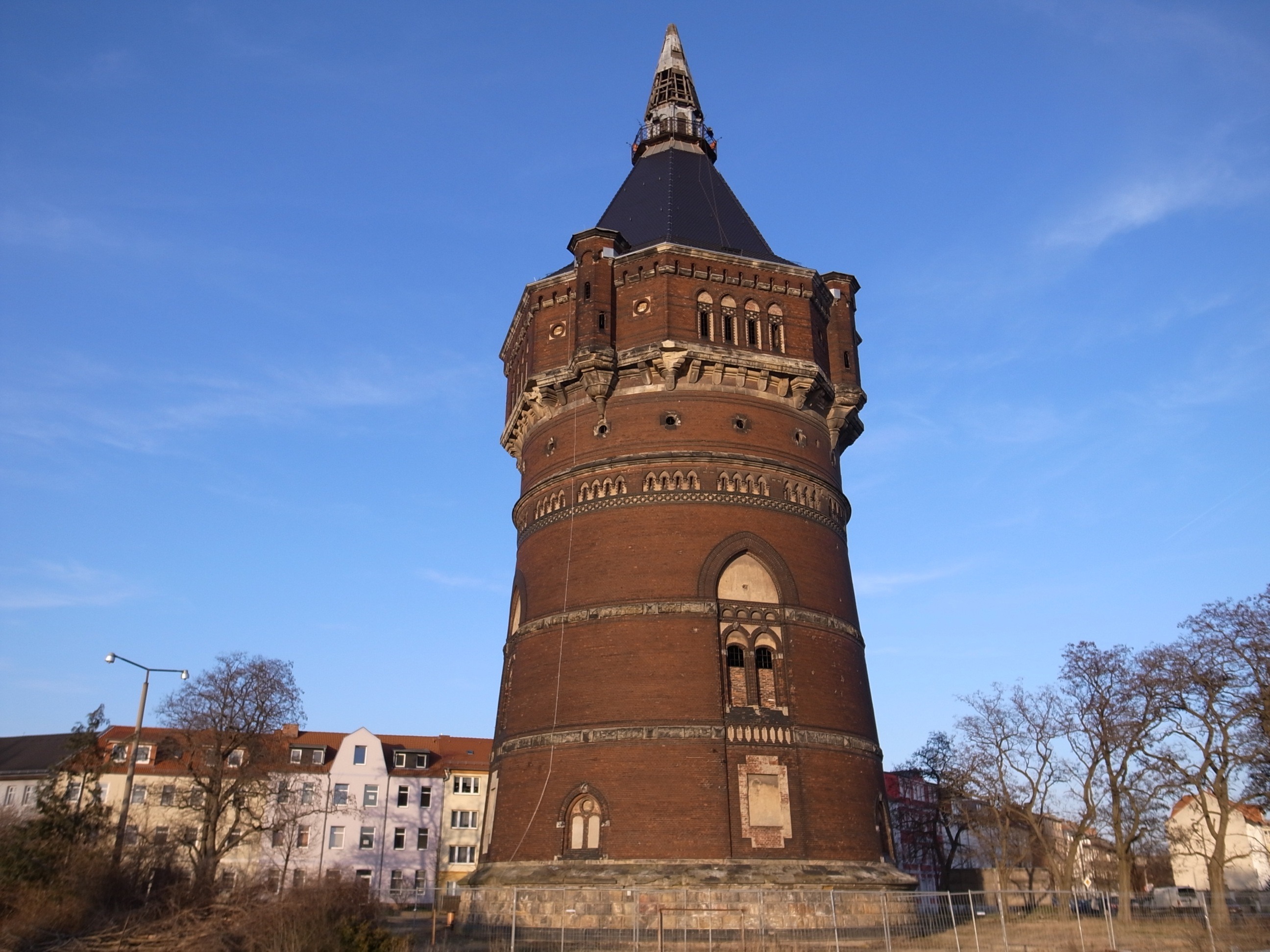
2010, das neue Dach
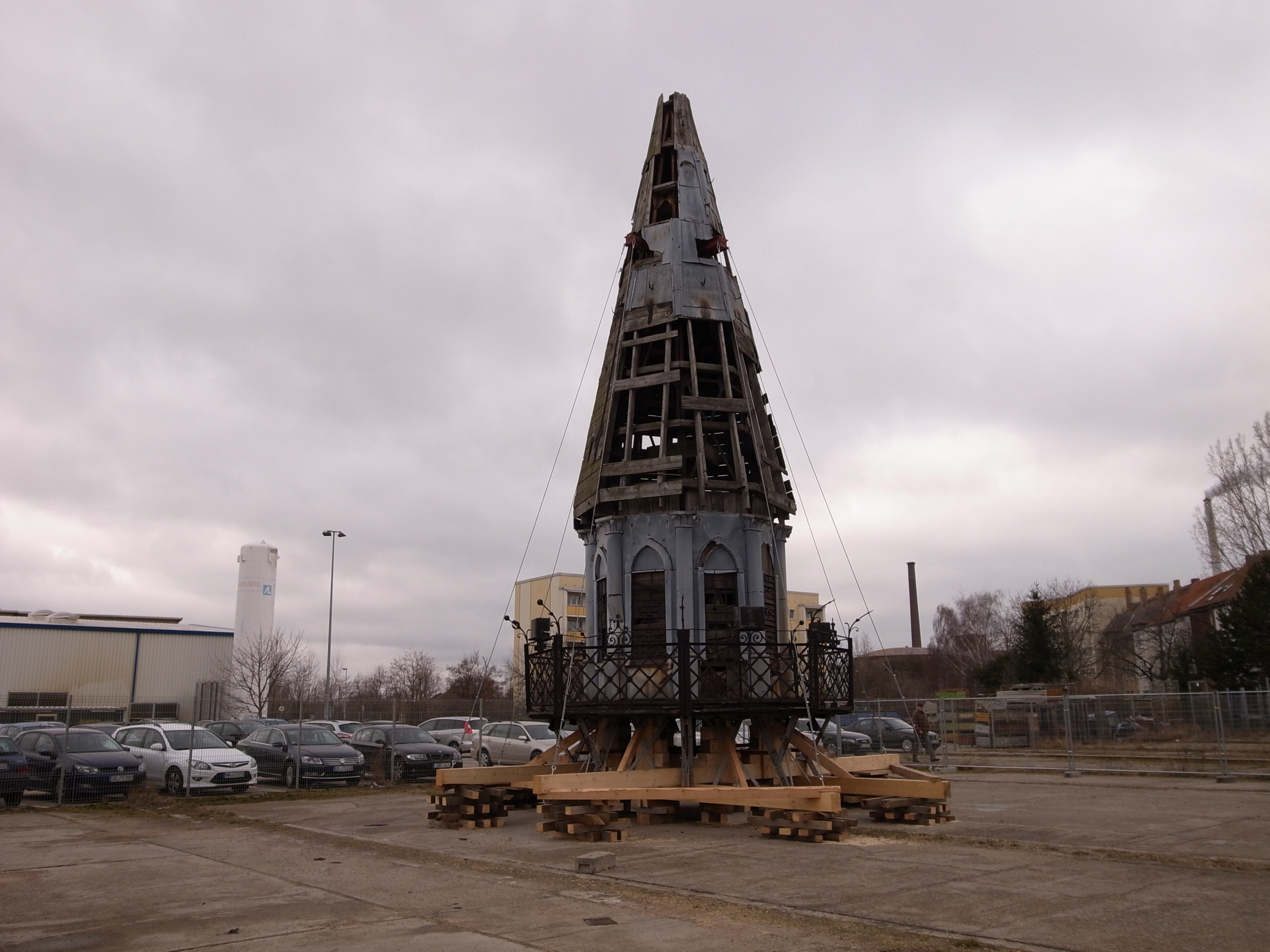
2012, beschädigte Laterne
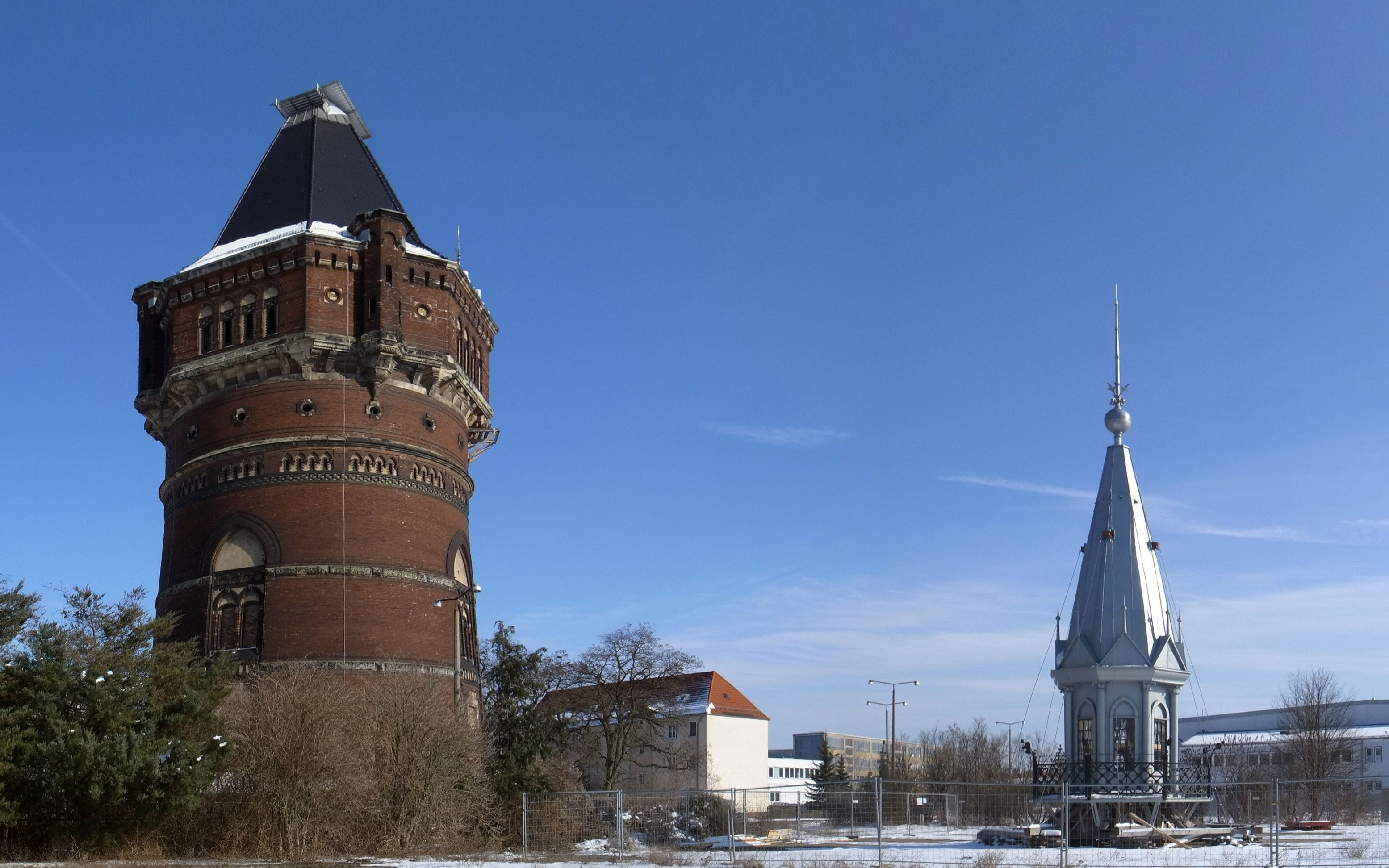
2013, restaurierte Laterne
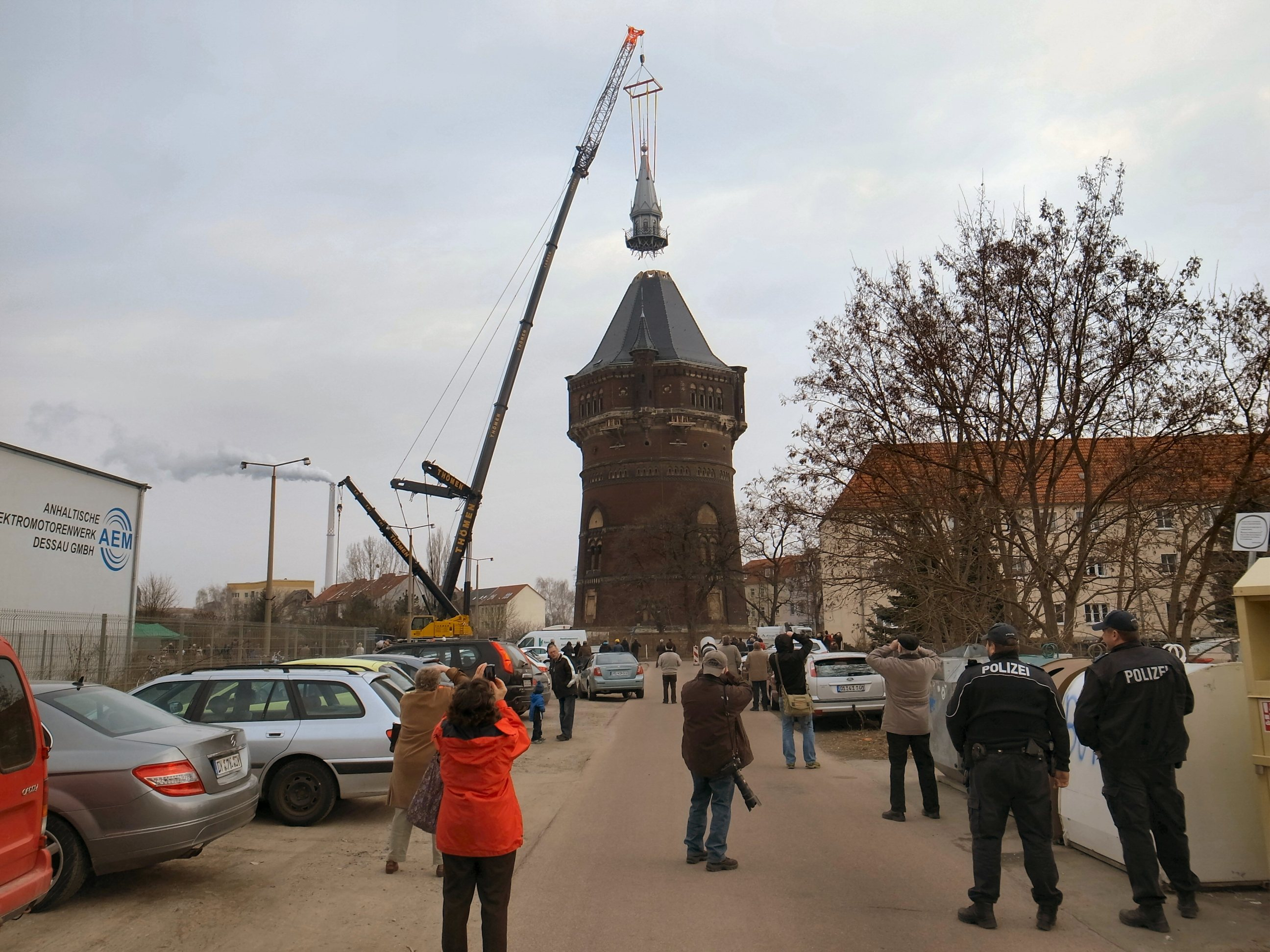
2013, Aufsetzen der Laterne
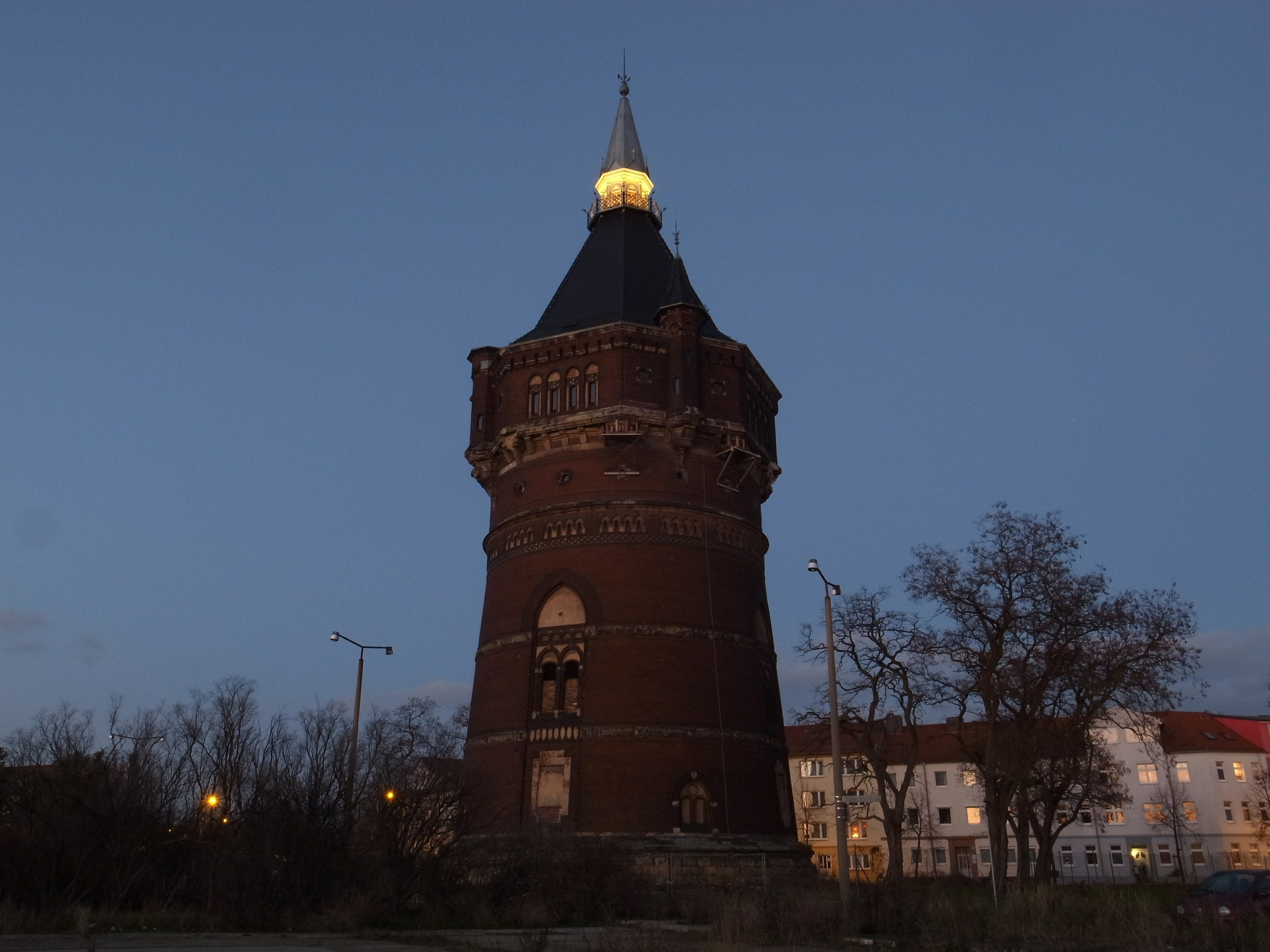
2014, beleuchtete Turmspitze